# Șîroka Balka, Odesa
Șîroka Balka (în ucraineană Широка Балка) este un sat în comuna Bileaiivka din raionul Odesa, regiunea Odesa, Ucraina.

## Demografie
Componența lingvistică a localității Șîroka Balka
     Ucraineană (93,16%)
     Rusă (4,92%)
     Română (1,09%)
Conform recensământului din 2001, majoritatea populației localității Șîroka Balka era vorbitoare de ucraineană (93,16%), existând în minoritate și vorbitori de rusă (4,92%) și română (1,09%).